# La Grande Parade (film, 1925)
Pour les articles homonymes, voir La Grande Parade.
Pour plus de détails, voir Fiche technique et Distribution.
La Grande Parade (titre original : The Big Parade) est un film américain réalisé par King Vidor, sorti en 1925.

## Synopsis
James, un jeune et riche Américain, s'engage par bravade lors de la Première Guerre mondiale. Il se lie d'amitié avec deux soldats : "Slim" et "Bull". Une fois en France, ils sont cantonnés près d'un village. James tombe alors amoureux de Mélisande, une fermière. Plus tard, il sera blessé à la jambe lors des combats.
Après son retour, Jim se rend compte que sa famille ne pourra jamais comprendre à quel point la guerre l'a changé. Lorsqu'il apprend à sa mère qu'il est amoureux de Mélisande, elle l'encourage à essayer de la retrouver. Plus tard en France, Mélisande et sa mère travaillent dans les champs lorsque Mélisande aperçoit quelqu'un qui arrive au loin. Elle reconnaît Jim, et ils sont réunis à nouveau.

## Fiche technique
- Titre original : The Big Parade
- Titre français : La Grande Parade
- Réalisation : King Vidor
- Assistant : David Howard
- Scénario : Harry Behn, d'après une histoire de Laurence Stallings
- Intertitres : Joseph Farnham
- Direction artistique : James Basevi, Cedric Gibbons
- Costumes : Ethel P. Chaffin
- Photographie : John Arnold et (non crédité)  Charles Van Enger
- Prises de vues additionnelles : Hendrik Sartov (non crédité)
- Montage : Hugh Wynn
- Musique : William Axt, David Mendoza
- Production : Irving Thalberg
- Société de production : Metro-Goldwyn-Mayer Pictures Corporation
- Société de distribution : Metro-Goldwyn-Mayer Distributing Corporation
- Pays de production :  États-Unis
- Format : Couleurs et noir et blanc — 35 mm — 1,37:1 — film muet
- Langue originale : anglais
- Genre : Drame, film de guerre
- Durée : 141 minutes (13 bobines)
- Dates de sortie : 
  - États-Unis : 5 novembre 1925 (première au Grauman’s Egyptian Theatre à Hollywood)
  - France : 3 décembre 1926

## Distribution
- John Gilbert : James Apperson
- Renée Adorée : Mélisande
- Hobart Bosworth : M. Apperson
- Claire McDowell : Mme Apperson
- Claire Adams : Justyn Reed
- Robert Ober : Harry Apperson

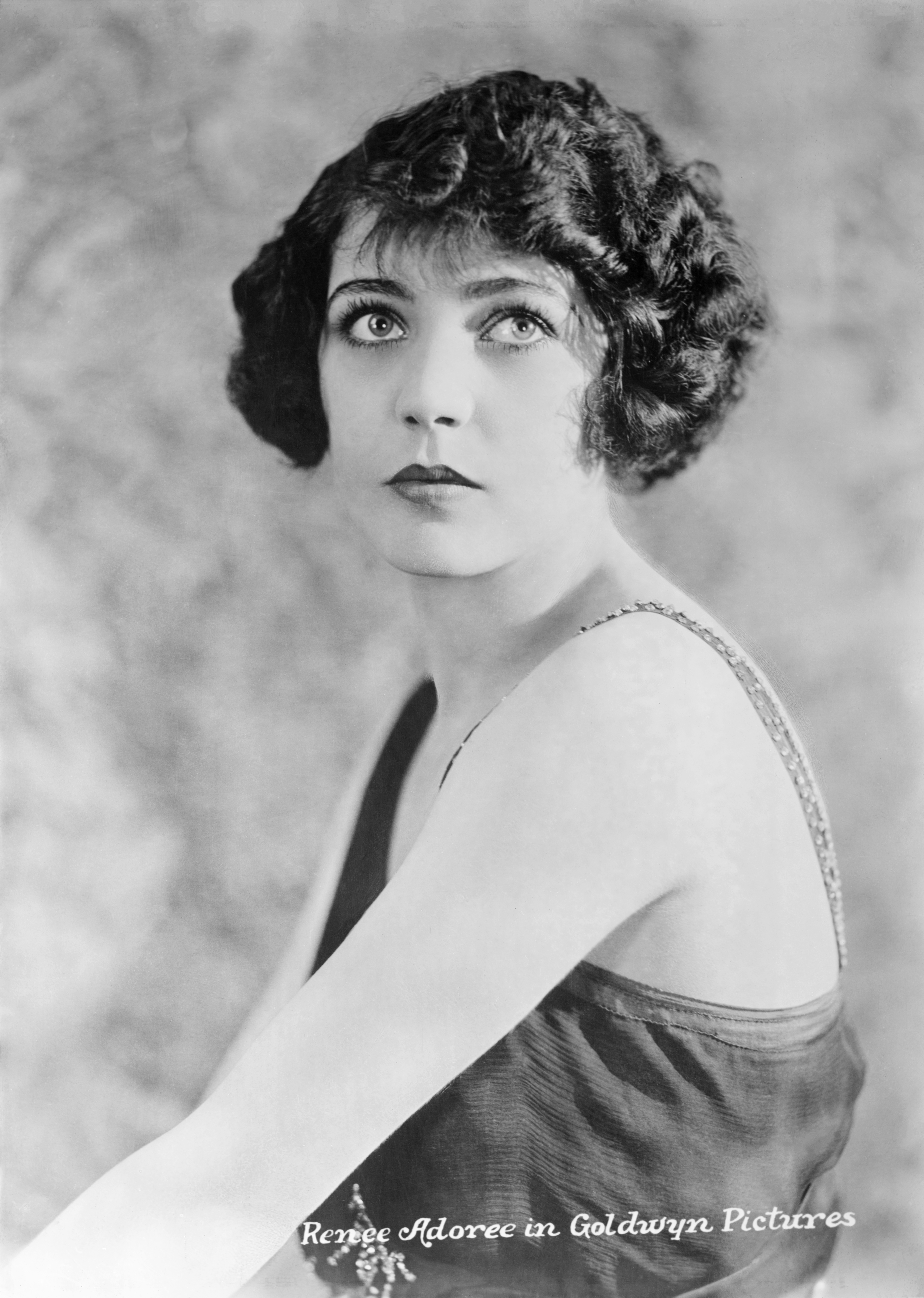
Renée Adorée

- Tom O'Brien : Michael « Bull » O'Hara
- Karl Dane : « Slim »
- Rosita Marstini : la mère de Mélisande

Et, parmi les acteurs non crédités :
- George K. Arthur[réf. nécessaire] : George
- Julanne Johnston : Justine Devereux
- Kathleen Key : Miss Apperson

## Distinctions
- 1925 : Photoplay Awards : Médaille d'honneur pour Irving Thalberg
- 1983 : Festival de San Sebastian : Prix OCIC pour King Vidor
- 1992 : inscrit au National Film Registry